# Gemeinde Kamnik

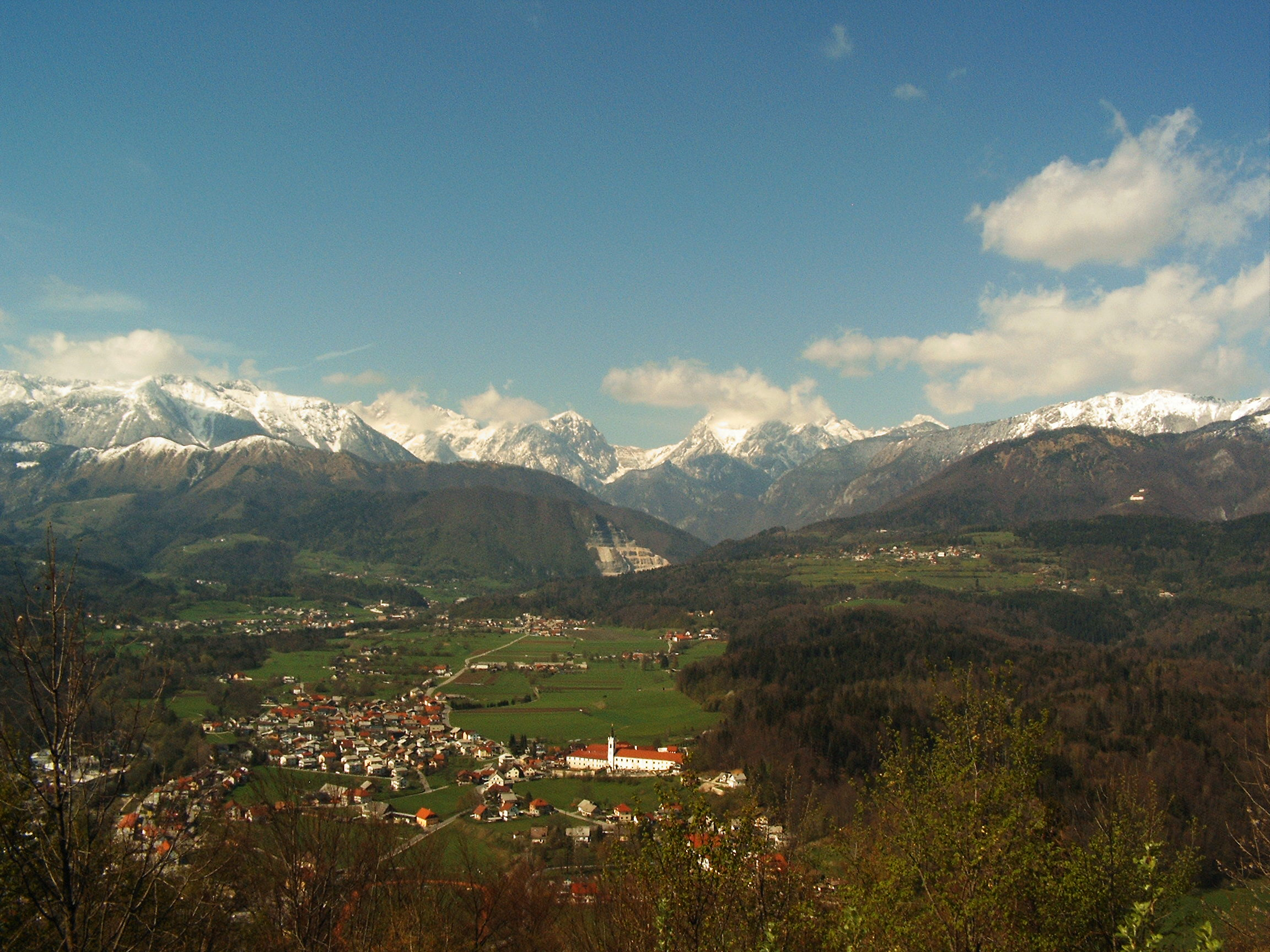
Gemeindegebiet Kamnik vor den Steiner Alpen

Die Gemeinde Kamnik (slowenisch Občina Kamnik) ist eine Gemeinde südlich der Steiner Alpen in der Republik Slowenien. Sie liegt in der historischen Landschaft Oberkrain, heute statistische Region Zentralslowenien (Osrednjeslovenska). Benannt ist sie nach ihrem Hauptort, der Stadt Kamnik.

## Lage
Die 102 Ortschaften umfassende Gemeinde liegt im Norden Mittelsloweniens und umfasst mit ihren 265,6 km² einen großen Teil der Steiner Alpen. In der namensgebenden Stadt fließen die beiden Flüsse Nevljica und Kamniška Bistrica (Feistritz) zusammen.

## Ortschaften und Siedlungen der Gemeinde
Folgende Ortschaften und Siedlungen bilden die Gemeinde (in Klammern die deutsche Ortsbezeichnung):
1. Bela Peč (Belopetsch)
2. Bela (Bella b. Möttnig)
3. Bistričica (Wistertschitz)
4. Brezje nad Kamnikom (Birkendorf)
5. Briše (Brische)
6. Buč (Votzdorf)
7. Cirkuše v Tuhinju (Münchendorf)
8. Češnjice v Tuhinju (Kerschstätten)
9. Črna pri Kamniku (Tscherna)
10. Črni Vrh v Tuhinju (Schwarzenberg)
11. Gabrovnica (Gabrounitz)
12. Godič (Goditsch)
13. Golice (Golitz)
14. Gozd (Goisd)
15. Gradišče v Tuhinju (Burgstall)
16. Hrib pri Kamniku (Hrib)
17. Hruševka (Hruschouka)
18. Jeranovo (Jerenau)
19. Kališe (Oberstein)
20. Kamnik (Stein)
21. Kamniška Bistrica (Bistritz)
22. Klemenčevo (Sankt Clementis)
23. Kostanj (Kästendorf)
24. Košiše (Koses )
25. Kregarjevo (Gregersdorf)
26. Krivčevo (Gerolstein)
27. Kršič (Gallenberg)
28. Laniše (Leindorf in Krain)
29. Laseno (Lassen)
30. Laze v Tuhinju (Lauß)
31. Liplje (Lipp bei Obertucheln)
32. Loke v Tuhinju (Loke bei Obertucheln)
33. Mali Hrib (Klein Hrib)
34. Mali Rakitovec (Kleinrakitowitz)
35. Markovo (Marksdorf)
36. Mekinje (Minkendorf)
37. Motnik (Möttnig)
38. Nevlje (Neul)
39. Okrog pri Motniku (Altenburg)
40. Okroglo (Okroglach)
41. Oševek
42. Pirševo (Pirsenstein)
43. Podbreg (Podbregg bei Obertucheln)
44. Podgorje (Podgier)
45. Podhruška (Podhruscho)
46. Podjelše (Podjelsche)
47. Podlom (Podlom)
48. Podstudenec (Unterbrundl)
49. Poljana (Pölland)
50. Poreber (Poreber bei Neul)
51. Potok v Črni (Bach)
52. Potok (Bach)
53. Praproče v Tuhinju (Lichtenberg)
54. Pšajnovica (Pschainowitz)
55. Ravne pri Šmartnem (Raunach)
56. Rožično ( Roschitzna )
57. Rudnik pri Radomljah (Rudnig bei Radomle)
58. Sela pri Kamniku (Dörflein)
59. Sidol (Sidol)
60. Smrečje v Črni (Tannen)
61. Snovik (Snovig)
62. Soteska (Einöd)
63. Sovinja Peč (Sovinapetsch)
64. Spodnje Palovče (Unterpalowitsch)
65. Spodnje Stranje (Unterstreinach)
66. Srednja vas pri Kamniku (Mittendorf bei Tucheln)
67. Stahovica
68. Stara Sela
69. Stebljevek (Stebleweg)
70. Stolnik (Stuhlenegg)
71. Studenca
72. Šmarca (Schmartz)
73. Šmartno v Tuhinju (Sankt Martin bei Tucheln)
74. Špitalič (Neuthal)
75. Trebelno pri Palovčah (Trebeln)
76. Trobelno (Trobel)
77. Tučna (Tutschna)
78. Tunjice (Theinitz)
79. Tunjiška Mlaka (Theinitzer Mlaka)
80. Vaseno (Wassenau)
81. Velika Lašna (Groß Laschna)
82. Velika Planina
83. Veliki Hrib
84. Veliki Rakitovec (Großrakitowitz)
85. Vir pri Nevljah (Vier)
86. Vodice nad Kamnikom (Woditz)
87. Volčji Potok (Wolfsbach)
88. Vranja Peč (Rabensberg)
89. Vrhpolje pri Kamniku (Oberfeld bei Neul)
90. Zagorica nad Kamnikom (Sagoritz)
91. Zajasovnik (Sajasounig)
92. Zakal
93. Zavrh pri Črnivcu (Saverch bei Möttnig)
94. Zduša (Sdusch)
95. Zgornje Palovče (Oberpalowitsch)
96. Zgornje Stranje (Oberstreinach)
97. Zgornji Motnik (Obermöttling)
98. Zgornji Tuhinj (Ober Tucheln)
99. Znojile (Schneck)
100. Žaga (Schaag)
101. Žubejevo (Schubegau)
102. Županje Njive (Supaineniwe)

## Nachbargemeinden
| Jezersko                                 | Solčava                                     |                                     |
| Preddvor, Cerklje na Gorenjskem, Komenda | Kompassrose, die auf Nachbargemeinden zeigt | Luče, Gornji Grad, Nazarje, Vransko |
| Mengeš                                   | Domžale, Lukovica                           | Zagorje ob Savi                     |

## Sehenswürdigkeiten
- Altstadt von Kamnik mit den Ruinen der Burgen Stein und Oberstein
- Franziskanerkloster Kamnik
- Regionalmuseum Kamnik im Schloss Zaprice (Steinbüchel)
- Arboretum Volčji Potok (Wolfsbüchel)
- Berglandschaft Velika planina

## Geschichte
Auf dem Gemeindegebiet wurden bisher (Stand 1/2024) in den Ortschaften Kamnik, Kamniška Bistrica, Podgorje und Sidol insgesamt 12 Massengräber aus der Zeit des Zweiten Weltkriegs gefunden.

## Öffentliche Verkehrsanbindung
Kamnik ist täglich (mindestens stündlich) mittels Bus (Unternehmen Arriva) und Montags bis Samstags mit der Bahn mit Ljubljana verbunden (Fahrzeit ab Ljubljana 40 bis 50 Minuten).

## Städtepartnerschaften
- Gendringen, Niederlande
- Andechs, Deutschland
- Ennigerloh, Deutschland
- Trofaiach, Österreich (seit 1999)[3]
- Kerns, Schweiz

## Persönlichkeiten
- Joannes Baptista Dolar (1620–1673), Komponist
- Mihael Omerza (1679–1742), Komponist
- Jurij Japelj (1744–1807), slowenischer Schriftsteller, katholischer Priester und Bibelübersetzer
- Rudolf Maister (1874–1934), jugoslawischer General
- Ivan Vavpotič (1877–1944), Kunstmaler und Autor der ersten jugoslawischen Briefmarken
- Fran Albreht (1889–1963), Dichter
- Jakob Savinšek (1822–1961), Bildhauer, Maler und Dichter
- Max Gad (1954–2020), Regisseur und Künstler
- Stanislav Zore (* 1958), Erzbischof von Ljubljana
- Marjan Šarec (* 1977), Schauspieler und Politiker
- Ana Milović (* 2001), Fußballspielerin